# Flashing Heiloo
Flashing Heiloo is een basketbalvereniging uit het Nederlandse dorp Heiloo die werd opgericht in 1976, gelijktijdig met de oprichting van sporthal 't Vennewater. De officiële oprichting heeft overigens iets later plaatsgevonden.
Het initiatief om in Heiloo een basketbalvereniging op te richten werd genomen door apotheker Sibilo, die ook in Suriname basketballer was geweest.